# Acanthagrion obsoletum
Acanthagrion obsoletum là một loài chuồn chuồn kim trong họ Coenagrionidae.
Acanthagrion obsoletum được miêu tả khoa học năm 1914 bởi Förster.